# L'École des facteurs
 (juillet 2025).
Pour plus de détails, voir Fiche technique et Distribution.
L'École des facteurs est un film français de court-métrage réalisé par Jacques Tati, sorti en 1947. Le film a fait l'objet d'une restauration, sortie en 2013.

## Synopsis
François, un facteur, effectue sa tournée dans un village : les péripéties sont nombreuses.

## Fiche technique
- Titre : L'École des facteurs
- Réalisation : Jacques Tati, assisté d'Henri Marquet
- Scénario et dialogues : Jacques Tati
- Photographie : Louis Félix
- Musique : Jean Yatove
- Montage : Marcel Moreau
- Costumes: Jacques Cottin
- Production : Fred Orain (Cady Films)
- Pays :  France
- Genre : court métrage comique
- Format : noir et blanc - 35 mm - 1,37:1 - son mono
- Durée : 15 minutes
- Date de sortie : 
  - France : 1947
- Visa : 4658

## Distribution
- Jacques Tati : le facteur.
- Paul Demange : le chef d'agence postale.

## Anecdote
Ce court-métrage constitue une sorte d'ébauche du long métrage Jour de fête réalisé l'année suivante.